# CISM-FM
CISM-FM (Communication Information Sur la Montagne) es la emisora de radio oficial de la Universidad de Montreal. Esta emisora funciona gracias al trabajo voluntario de estudiantes y colaboradores, y puede ser escuchada en Montreal (Canadá), y en las regiones colindantes, o bien a través de internet, llegando a usuarios de todo el mundo. Se radián a diario una gran variedad de shows en francés.
En los comienzos de  1970, los estudiantes de la Universidad de Montreal desarrollaron la idea de una emisora de radio universitaria. En 1980, un estudio de factibilidad dio pie al estudio sobre una potencial de una escuela de radiodifusión. En el mediodía del 7 de octubre de 1985, la emisora CISM retransimitió su primer show radiofónico sobre el campus de la universidad. En julio de 1990, CISM recibió el derecho de retransmisión FM de la Comisión de Radiotelevisión y Telecomunicaciones Canadiense(CRTC). Tras esto, en el 14 de mayo de 1991, la antena de retransmisión de CISM vio aumentada su capacidad a 10 000 vatios. Con un radio de retransmisión de 70 km, CISM FM es ahora la emisora de radio universitaria en lengua francesa más grande en el mundo.